# Grupo alcóxi

Grupos alcóxi.

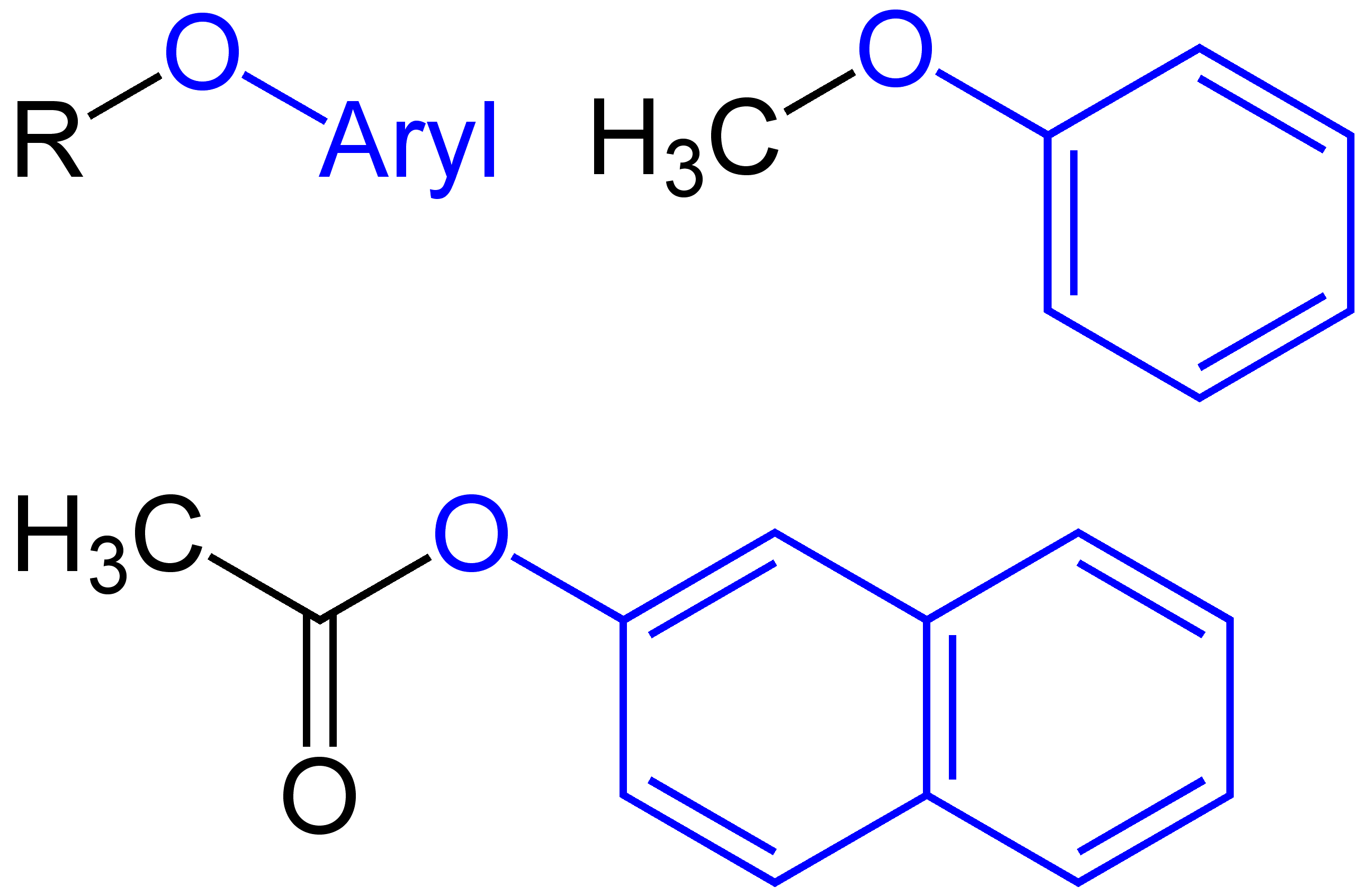
Grupos arilóxi.

Em química, o grupo alcóxi é um grupo alquil (cadeia carbono e hidrogênio) singular ligado ao oxigênio resultando: R—O. A variedade de grupos alcóxi é grande, sendo o mais simples o grupo metóxi (CH3O—). Um grupo etóxi (CH3CH2O—) é encontrado no composto orgânico fenetol, C6H5OCH2CH3 o qual é também conhecido como etoxibenzeno. Relacionados aos grupos alcóxi são os grupos arilóxi, os quais são um grupo aril singulares ligados a oxigênio tal como o grupo fenóxi (C6H5O—).
Um grupo alcóxi pode ser definido como o fragmento molecular contendo um ponto aberto à ligação no átomo de oxigênio, que se formaria, se o átomo de hidrogénio ligado ao átomo de oxigénio fosse removido da molécula de um álcool.
Por raciocínio similar, um grupo alcóxi ligado a um átomo de hidrogênio resulta num álcool, e se ligado a um outro grupo alquil resulta num éter.
O éter metil tert-butilíco (MTBE) usado como booster da octanagem da gasolina, contém dois grupos alcóxi, um grupo metóxi (-OCH3)e um grupo tert-butóxi (-OC(CH3)3). O éter etil fenílico contém somente um grupo alcóxi, um grupo etóxi. PhO não é um grupo alcóxi porque o anel benzênico não é um grupo alquila.